# حیلونه
حیلونه (به عربی: الحیلونة) یک روستا در سوریه است که در ناحیه مرکزی مصیاف واقع شده‌است. حیلونه ۱٬۶۶۵ نفر جمعیت دارد.